# Saint-Bonnet-le-Troncy
Saint-Bonnet-le-Troncy là một xã thuộc tỉnh Rhône trong vùng Auvergne-Rhône-Alpes phía đông nước Pháp. Xã này nằm ở khu vực có độ cao trung bình 750 mét trên mực nước biển.